# Abbaye d'Abbeyleix
L’abbaye d'Abbeyleix (en irlandais : Mainistir Laoise) est une ancienne abbaye cistercienne disparue située dans l'actuelle ville du même nom.
Fondée en 1183, elle est extrêmement modeste et très mal connue. Après la dissolution, elle est totalement détruite et il n'en reste désormais rien.

## Localisation
L'abbaye était située sur les bords de la Nore, à l'emplacement de l'actuelle texte Abbeyleix Demesne church. Un pont sur la rivière, traditionnellement appelé « Monk's Bridge », soit « le pont des moines », rappelle leur présence en ce lieu.
Le nom de l'abbaye est une déformation du latin Lex Dei, c'est-à-dire « la loi de Dieu ».

## Histoire

### Fondation
L'abbaye est fondée en 1183 à l'initiative de Connor O'More, mais la date de fondation retenue dans l'historiographie cistercienne est le 7 septembre 1184, qui correspond à l'arrivée des moines sur place.

### Dissolution puis destruction

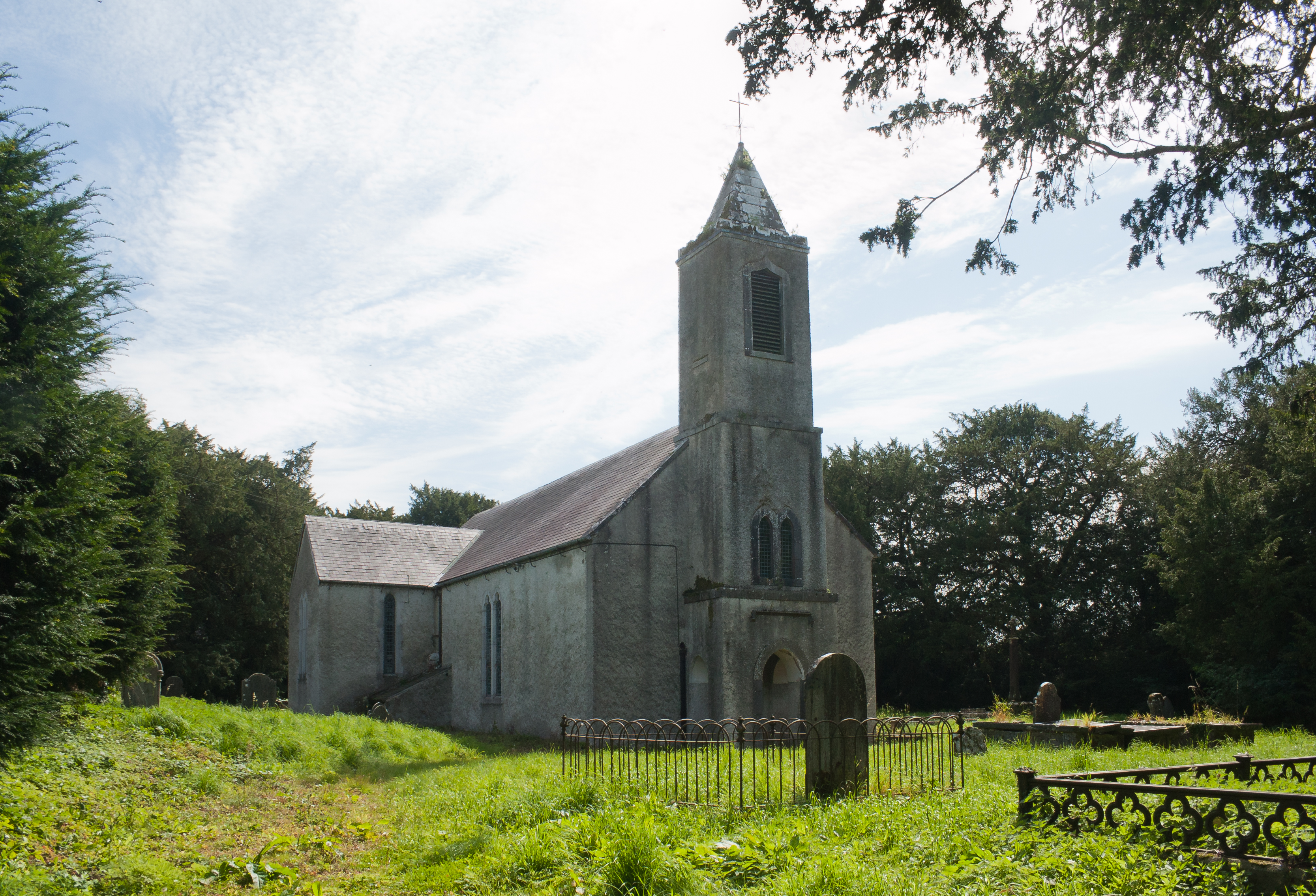
L'église anglicane de 1765 et rénovée en 1880.

L'histoire de l'abbaye est très mal connue. Il est par contre établi qu'elle était extrêmement pauvre. En 1551, son revenu annuel potentiel est estimé à 31 livres ; mais, du fait du contexte, le revenu réel est de trois livres par an seulement. Le roi se voit attribuer l'abbaye en 1552, et l'accorde en 1563 à Thomas Butler, dixième comte d'Ormonde. Ce dernier autorise les moines à rester sur place, mais à devenir clercs séculiers en desservant l'église, devenue paroissiale, en tant que curés.
En 1765, l'église catholique est détruite et un édifice anglican de l'Église d'Irlande la remplace. À son tour, cette église de 1765 est profondément remaniée en 1880 ; au XXIe siècle, ce dernier édifice est peu entretenu car utilisé comme chapelle privée.
Le village d'Abbeyleix, qui s'était constitué autour de l'abbaye et comptait jusqu'à 52 familles, est déplacé au XVIIIe siècle par Thomas Vesey, premier vicomte de Vesci (en), qui fait construire l'actuelle ville d'Abbeyleix. En effet, le site initial était trop souvent victime d'inondations de la Nore,,.

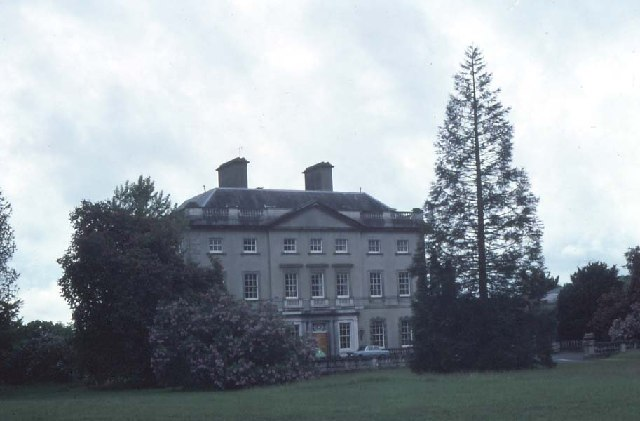
Abbey Leix Estate, construit au XVIIIe siècle par la famille de Vesci non loin de l'ancienne abbaye.

La famille de Vesci fait en outre construire un manoir, l'Abbey Leix Estate, non loin de l'ancienne abbaye. Cette propriété, considérée comme la plus chère du Laois, est vendue par son propriétaire David Davies (en) à John Collison (en) en juin 2021, pour vingt millions d'euros,.

## Traces de l'abbaye
Le cimetière entourant l'église anglicane mêle des tombes allant du XVIIIe au XXe siècle à quelques restes épars de l'abbaye : un autel-tombeau médiéval, des fonts baptismaux en granit et une dalle funéraire.